# ميس تسماني
ميس تسماني (الاسم العلمي:Celtis tessmannii) هو نوع من النباتات يتبع جنس الميس من الفصيلة القنبية.